# 57e cérémonie des Golden Horse Film Festival and Awards
La 57e cérémonie des Golden Horse Film Festival and Awards se déroule le 21 novembre 2020 au Sun Yat-sen Memorial Hall à Taipei, Taïwan. Organisé par le Taipei Golden Horse Film Festival Executive Committee, ces prix récompensent les meilleurs films en  langue chinoise de 2019 et 2020.
Le film My Missing Valentine de Chen Yu-hsun remporte cinq prix dont ceux du meilleur film, du meilleur réalisateur et meilleur scénario original.

## Palmarès

### Meilleur film
- My Missing Valentine de Chen Yu-hsun
  - Days de Tsai Ming-liang
  - Classmates Minus de Huang Hsin-yao
  - Dear Tenant de Cheng Yu-chieh
  - Hand Rolled Cigarette de Chan Kin-long

### Meilleur documentaire
- Lost Course

### Meilleur réalisateur
- Chen Yu-hsun pour My Missing Valentine
  - Tsai Ming-liang pour Days
  - Huang Hsin-yao pour Classmates Minus
  - Cheng Yu-chieh pour Dear Tenant
  - Fruit Chan pour The Abortionist

### Meilleur acteur
- Mo Tzu-yi pour Dear Tenant
  - Mark Lee pour Number 1
  - Liu Kuan-ting pour My Missing Valentine
  - Austin Lin pour I WeirDo
  - Gordon Lam pour Hand Rolled Cigarette

### Meilleure actrice
- Chen Shu-fang pour Little Big Women
  - Kwai Lun-mei pour A Leg
  - Patty Lee pour My Missing Valentine
  - Nikki Shie pour I WeirDo
  - Bai Ling pour The Abortionist

### Meilleur acteur dans un second rôle
- Nadow Lin pour Classmates Minus

### Meilleure actrice dans un second rôle
- Chen Shu-fang pour Dear Tenant

### Meilleur nouveau réalisateur
- Chong Keat-aun pour The Story of Southern Islet

### Meilleur nouvel interprète
- Chen Yan-fei pour The Silent Forest

### Meilleur scénario original
- Chen Yu-hsun pour My Missing Valentine

### Meilleur scénario adapté
- Felix Tsang, Kiwi Chow pour Beyond the Dream

### Meilleure photographie
- Yao Hung-i pour Your Name Engraved Herein

### Meilleurs effets spéciaux
- Tomi Kuo pour My Missing Valentine

### Meilleure direction artistique
- Chao Shih-hao pour Classmates Minus

### Meilleurs maquillages et costumes
- Raymond Kuek, Azni Samdin pour Number 1

### Meilleure chorégraphie d'action
- Teddy Ray Huang, Li Shao-peng pour Get the Hell Out

### Meilleure musique originale
- Fran Chen pour Dear Tenant

### Meilleure chanson originale
- Your Name Engraved Herein pour Your Name Engraved Herein

### Meilleur montage
- Lai Hsiu-hsiung pour My Missing Valentine

### Meilleur son
- Kuo Li-chi, Lee Dong-hwan pour The Silent Forest

### Prix du public
- Classmates Minus

### Prix FIPRESCI
- The Story of Southern Islet

### Outstanding Taiwanese Filmmaker of the Year
- Peng Ren-meng

### Lifetime Achievement Award
- Hou Hsiao-hsien